# Dendronephthya mirifica
Dendronephthya mirifica är en korallart som beskrevs av Tixier-Durivault 1972. Dendronephthya mirifica ingår i släktet Dendronephthya och familjen Nephtheidae. Inga underarter finns listade i Catalogue of Life.